# Estación Punta Alta
La estación Punta Alta fue un apeadero ubicado en la ciudad de Punta Alta, Provincia de Buenos Aires, Argentina, perteneciente al Ferrocarril Rosario a Puerto Belgrano (FCRPB), de capitales franceses.

## Historia
En la década de 1910, el FCRPB decidió extender la línea, que ya llegaba a Puerto Belgrano, desde la estación Almirante Solier hasta la ciudad de Bahía Blanca, a 27 kilómetros de distancia. En el curso de esa construcción, el 29 de noviembre de 1921 se estableció el apeadero de madera, inaugurado oficialmente en marzo del año siguiente. Se encuentra ubicado cerca de la exestación Puerto Belgrano.
La construcción se compone de un solo edificio principal de madera y chapa acanalada, muy estrecho por la escasa distancia entre la calle y la vía: la autorización municipal concedida al FCRPB en 1918 limita el ancho total de la vía y las obras adyacentes a 13 metros, entre la calle Colón y la zona militar. Pese a tratarse simplemente de un apeadero, tenía oficina de encomiendas, una casa habitación para el encargado, y sanitarios. La línea ya no presta servicios y las instalaciones se incendiaron en dos oportunidades.  El 26 de abril de 2015 fue el último incendio, hecho en forma intencional.  A consecuencia de este, el apeadero histórico desapareció definitivamente.